# 于浩威
于浩威（1987年6月6日—），台灣男歌手。以擁有寬廣高音域為特色，因《我不要聽見》這首歌而受到矚目。2006年發行《愛的Nana》專輯。

## 音樂作品

### 專輯
- 2006年《愛的Nana》

### 電視原聲帶
- 2006年《微笑Pasta電視原聲帶》
- 2014年《天天想你音樂劇原聲帶》

### 丁天牧音樂錄製
- 2019年《霹靂靖玄錄第20章片尾曲、霹靂靖玄錄下闋插曲-聽雨》（收錄於【霹靂英雄音樂精選七十六】）
- 2020年《霹靂兵烽決第36章插曲、霹靂兵烽決插曲-過錯（韶無非之歌）》（收錄於【霹靂英雄音樂精選八十四】）
- 2021年《霹靂兵烽決第2片尾曲-共道》
- 2022年《時之約手遊主題曲-時之約定》
- 2024年《霹靂天機Ⅱ-仙魔決片頭曲-相對論》(與自從合唱)

## 電視劇
| 年份   | 頻道             | 劇名                             | 角色       |
| 2006年 | 台視、三立都會台 | 《微笑Pasta》                    | 蚊子(客串) |
| 2008年 | 華視             | 《三明治先生》                   | 孫嘉偉     |
| 2010年 | 公視             | 《顏色》                         | 天齊       |
| 2011年 | 台視、三立都會台 | 《勇士們》                       | 曾紹林     |
| 2019年 | 台視、東森綜合台 | 《如果愛，重來》                 | 教練(客串) |
| 2019年 | 華視             | 《守著陽光守著你》               | 球員(客串) |
| 2021年 | 大愛電視台       | 孫翠鳳歌仔戲 高僧傳-《馬鳴菩薩》 | 國王       |
| 2021年 | 民視             | 《黃金歲月》                     | 王大衛     |
| 2023年 | 民視             | 《市井豪門》                     | 烏秋       |

## 電影
| 年份   | 片名                      | 角色 |
| 2024年 | 《看到靈魂的那隻眼 師公》 | 柯楠 |

## 音樂劇
- 2007年 臺北愛樂 原創中文音樂劇《宅男的异想世界》 飾演-阿宅
- 2008年 臺北愛樂 原創中文音樂劇《老鼠娶親》 飾演-老鼠阿南
- 2012年 臺北愛樂《雙城戀曲》飾演-高揚
- 2012年 臺北愛樂《十年》 飾演-王政泰
- 2013年 臺北愛樂《和你在一起》飾演-明德大哥
- 2013年 ＡＭ寶寶音樂劇
- 2013年 廣藝基金會 張雨生紀念音樂劇試演版《我的未來不是夢》 飾演-Vincent
- 2014年 廣藝基金會 李泰祥紀念音樂劇 《美麗的錯誤》 飾演-學弟
- 2014年 大開劇團 兒童劇 《大士爺怒戰機甲神》 飾演-冥偵探 阿隍
- 2014年 廣藝基金會 張雨生紀念音樂劇 《天天想你》 飾演-Vincent
- 2014年 臺北愛樂 合唱音樂劇 《馬祖心情記事》 飾演-新聞兵
- 2015年 台北愛樂 音樂劇《微風往事》飾演-馬賢
- 2015年 雲林愛樂 音樂劇《潑辣辣的夢》飾演-天送
- 2016年 台北愛樂 合唱音樂劇 《馬祖心情記事 2》 飾演-阿浩、班長
- 2016年 雲林愛樂 音樂劇《潑辣辣的夢2》飾演-天送
- 2016年 台北愛樂 音樂劇《月半物語》飾演-瘦亮月
- 2019年 果陀劇場 音樂劇 《吻我吧娜娜》 飾演-路修森
- 2019年 果陀劇場 舞台劇 《淡水小鎮》 飾演-陳少威
- 2019年 秀琴歌劇團 音樂劇 《安平追想曲》 飾演-荷蘭船醫、志強
- 2019年 如果兒童劇團 歌舞劇 《你不知道的白雪公主》 飾演-石頭將軍
- 2020年 廣藝基金會 鄧麗君紀念音樂劇《何日君再來》 飾演-元鋒
- 2020年 製作循環工作室 音樂劇 《分手快樂》 飾演-陳俊
- 2020年 如果兒童劇團 歌舞劇 《流浪狗之歌》 飾演-Lucky
- 2021年 阮劇團 歌仔戲《雲夢幻遊》 飾演-楚王
- 2022年 製作循環工作室 音樂劇《熱帶天使》 飾演-林逸平
- 2022年 音樂時代 音樂劇《四月望雨》 飾演-吉村祥一
- 2022年 綠光劇團 音樂劇 《再會吧 北投2.0 REVIVAL》 飾演-許志宏
- 2023年 《熱帶天使》

## 音樂錄影帶
- 2017年 謝和弦 《光害》

## 外部連結
- 于浩威 Fish的Facebook專頁
- H/F HalfF band的Facebook專頁
- 于浩威的Instagram帳戶
- 鳳凰藝能－于浩威 （页面存档备份，存于）